# Nachal Ta'anach
Nachal Ta'anach (hebrejsky: נחל תענך, arabsky: Vádí Azam) je vádí na Západním břehu Jordánu a v severním Izraeli, v Jizre'elském údolí.
Začíná v nadmořské výšce okolo 300 metrů v severozápadní části Západního břehu Jordánu, jižně od obce Rumana. Směřuje pak kopcovitou a převážně odlesněnou krajinou k východu, kde se nedaleko obce Silat al-Haritija stáčí k severovýchodu. Ze západu obchází pahorek Tel Ta'anach a nedaleko za ním vstupuje na území Izraele, kde prochází rovinatým a zemědělsky využívaným Jizre'elským údolím, kde v 2. polovině 20. století vznikl blok zemědělských vesnic zvaný Ta'anach. Zde, jižně od vesnice Gadiš a západně od obce Dvora, ústí zleva do řeky Kišon.